# 伊米苷酶
伊米苷酶（商品名：思而赞，英文名称：Cerezyme）是由赛诺菲研发1994年在美国上市，罕见病戈谢病注射剂特效药。2009年开始，思而赞进入中国大陆。
一瓶思而赞是400单位。戈谢病治疗时需终身注射“思而赞”，一支就要2万余元。以5岁的小孩为例每月需打4针，每年花费近100万元。“思而赞”尚未列入基本医保目录。但2016年缙云县将思而赞纳入当地罕见病用药保障，每年上百万元的医疗费用，个人只需自付3万元。

## 参看
- 孤儿药